# Maybe I Do
Pour plus de détails, voir Fiche technique et Distribution.
Maybe I Do ou Oui, je le veux? au Québec est un film américain réalisé par Michael Jacobs, sorti en 2023.

## Synopsis
Michelle veut se marier avec Allen, mais celui-ci n'est pas certain de cette décision. Ils décident d'inviter leurs parents pour leur annoncer. Les futurs jeunes mariés vont cependant découvrir que les familles respectives se connaissent déjà et qu'ils sont opposés à l'idée de ce mariage.

## Fiche technique
Sauf indication contraire, les informations mentionnées dans cette section peuvent être confirmées par la base de données cinématographiques IMDb,  présente dans la section « Liens externes ».
- Titre original : Maybe I Do
- Titre québécois : Oui, je le veux?
- Réalisation et scénario : Michael Jacobs
- Musique : Lesley Barber
- Direction artistique : Lily Guerin
- Décors : Rick Butler
- Costumes : Sarah Fleming
- Photographie : Tim Suhrstedt
- Montage : Erica Freed Marker
- Production : Michael Jacobs, Scott Mednick et Vincent Garcia Newman

Producteurs délégués : Stephanie Heaton-Harris, Diane Keaton, Skyler Mednick, Jonathan Montepare, Jason Pinardo et Jennifer Semler
- Société de production : Fifth Season
- Société de distribution : Vertical Entertainment (États-Unis)
- Budget : n/a
- Pays de production :  États-Unis
- Langue originale : anglais
- Format : couleur
- Genre : comédie romantique
- Durée : 95 minutes
- Dates de sortie[1] :
  - États-Unis : 27 janvier 2023
  - Québec : 14 février 2023
  - France : 15 décembre 2023 en VOD sur Paramount+
- Classification[2] :
  - États-Unis : PG-13

## Distribution
Note : Aucun doublage français n'a été réalisé. Le film ayant été diffusé avec son doublage québécois sur Paramount+.
- Luke Bracey (VQ : Jean-François Beaupré) : Allen
- Emma Roberts (VQ : Claudia-Laurie Corbeil) : Michelle
- Diane Keaton (VQ : Valérie Gagné) : Grace
- Richard Gere (VQ : Yves Soutière) : Howard
- William H. Macy (VQ : Jacques Lavallée) : Sam
- Susan Sarandon (VQ : Claudine Chatel) : Monica

 Source et légende : version québécoise (VQ) sur Doublage.qc.ca

## Production
Ce film marque les débuts de réalisateur de Michael Jacobs, qui officiait avant cela principalement comme producteur et scénariste,. Il marque également le retour de Richard Gere, absent des écrans depuis 2017, mais aussi les retrouvailles entre l'acteur et Diane Keaton, 45 ans après À la recherche de Mr. Goodbar.
Le tournage se déroule en février et mars 2022 dans le New Jersey,,,. Les prises de vues ont notamment lieu à Montclair.